# Waberer’s International Nyrt.
A Waberer's Csoport (röviden: Waberer's) egy logisztikai cég, melynek székhelye Budapesten található. Magyarország piacvezető és Európa egyik meghatározó logisztikai szolgáltatója. A 90 milliárd forint értékű vállalatnak több mint 2800 saját tulajdonú kamionja és 6000 munkavállalója van. 2023-ban összesen 250 000 m2 raktári operáción szolgálják ki partnereiket. 2022-ben a Waberer's járművezetői összesen 300 millió futott km-t tettek meg Európa és Magyarország útjain.
A Coface CEE Top 500 rangsor szerint 2021-ben Magyarország 63. és Közép- és Kelet-Európa 466. legnagyobb forgalmú vállalata. 2022-ben nem szerepelt az 500-as listán.

## Története

### Fontosabb események[6]
1948 - A teherfuvarozással foglalkozó állami Volán Tefu vállalat megalapítása.
1966 - Megalapítják a Hungarocamion Rt-t.
1994 - Wáberer György és társai privatizálják a Volán Tefu Rt-t. Az átszervezés részeként a nyújtott szolgáltatások logisztikai szolgáltatásokkal is kiegészülnek.
2002 -  A Volán Tefu Rt. megszerzi a Hungarocamion Rt-t, ezáltal létrehozva Magyarország és Közép-Európa legnagyobb szállítmányozó és logisztikai szolgáltatóvállalatát.
2003 - A csoport felveszi a WABERER’S nevet.
2017 - A Waberer's nyilvános részvénytársasággá válik, részvényeit pedig bevezetik a Budapesti Értéktőzsdén.
2022 - Többségi tulajdonosi kör átalakulása, illetve eredményes nyilvános vételi ajánlat következményeként a magyar szakmai és pénzügyi befektetői kör 80,64%-ra növelte részesedését, melynek tagjai a Trevelin, a BDPST Csoport, illetve a HIGH YIELD.
2023 - A Waberer's megvásárolja a PetrolSped 51%-át, a cégcsoport betör a multimodális logisztika világába.

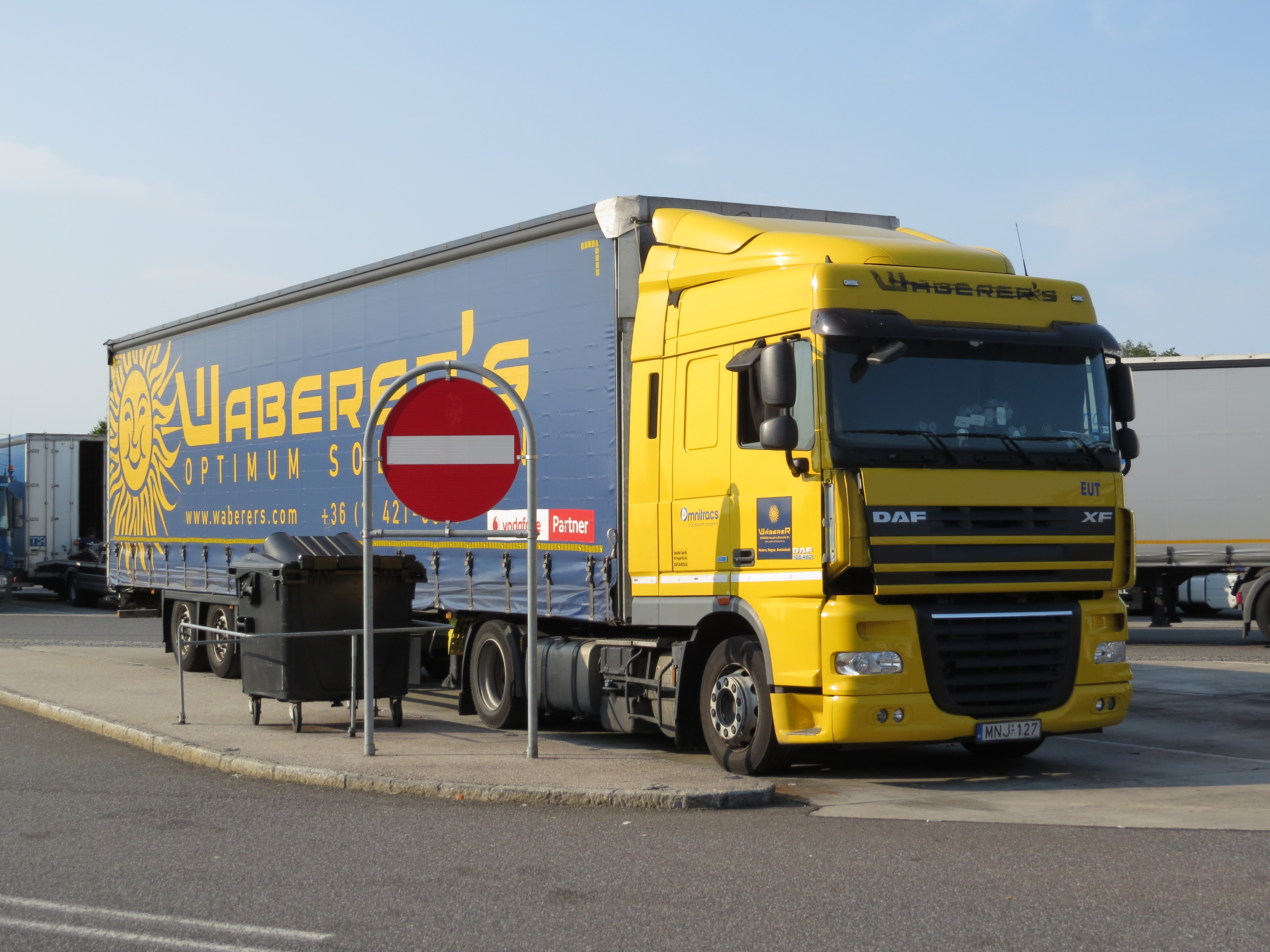

## Leányvállalatok
A Waberer's Csoport számos leányvállalattal rendelkezik, köztük a legnagyobbak:
Magyarországon bejegyezve:
  WSZL Szállítmányozási és Logisztikai Kft. (röviden: WSZL) - belföldi árufuvarozás és raktárlogisztika
  WSZL Automotive Kft. - inhouse és gyári logisztika
  Gránit Biztosító Zrt. - magyarországi biztosító társaság
  Waberer's Network - közúti gyűjtőszállítmányozás, légi és tengeri szállítmányozás
  PetrolSped Csoport (röviden: PSP Csoport) - vasúti árufuvarozás

Külföldön bejegyezve:
 Waberer's Romania
 Waberer's Slovakia
 Link International Transport
 MD International 

## Flotta
A Waberer's Csoport rendelkezik Európa egyik legnagyobb és legkorszerűbb saját tulajdonú gépjárműparkjával. A cégnél közel 3000 saját tulajdonú kamion található. Legfőképpen Volvo FH, Renault, DAF, melyek átlagéletkora 2.5 év. 

## Színek
A Waberer's gépjárműveit sárga színűre festi, a pótkocsikat kék alap fedi, sárga felirattal és az ikonikus mosolygó nappal.

## Díjak
Magyarországon: „Az Év Vállalata” (2004.)
A Waberer's arany fokozatú győztes díjat nyert az SAP Quality Awards innovációs kategóriájában Kelet-Közép-Európában.